# Carbosulfan
Carbosulfan ist eine chemische Verbindung aus der Gruppe der Sulfenamide, Carbamate und substituierten sauerstoffhaltigen Heterocyclen.

## Gewinnung und Darstellung
Carbosulfan kann durch Reaktion von Carbofuran mit Schwefeldichlorid und Dibutylamin gewonnen werden.

## Eigenschaften
Carbosulfan ist eine braune Flüssigkeit, welche praktisch unlöslich in Wasser ist.

## Verwendung
Carbosulfan wird als Breitspektrum-Insektizid ähnlich dem verwandten Carbofuran verwendet. Die Wirkung beruht auf der Hemmung der Acetylcholinesterase. Beim Zerfall treten mehrere Metaboliten auf, darunter Carbofuran und Dibutylamin.

## Zulassung
In der Schweiz war Carbosulfan in Präparaten gegen Drahtwürmer und Engerlinge sowie gegen eine Reihe von Schadinsekten an einigen Gemüsearten und Zierpflanzen enthalten. Diese Produkte wurden im Mai 2012 aus dem Handel genommen, die Aufbrauchsfrist lief im Mai 2013 ab. In den EU-Staaten einschließlich Deutschland und Österreich sowie in der Schweiz ist zurzeit kein Pflanzenschutzmittel mehr zugelassen, das diesen Wirkstoff enthält.